# グノーシスの宗教書
『グノーシスの宗教書　～神と宇宙は悪であり、人間は奴隷である～』（英：Bible of Gnosis -God and Universe are Evil, and Humankind is Slave-）は、グノーシス教徒の思想について哲学・宗教的に考察した書籍。
グノーシス教とは、キリスト教、イスラム教、仏教、など数多の宗教と並ぶ人類が産み出した宗教の一つであり、反宇宙的二元論をその特徴とする。
この書籍では特に、人間と宇宙の関係性を哲学的視点から考察し、「宇宙にとって人間はどの様な扱いかのか？」、「神が人類にとって悪である理由」、「神が人間を救済しない理由」などを記述している。

## 概要
この書はグノーシスに関する研究書ではなく、グノーシス教徒の為の宗教書として書かれている。
かつて繁栄したが今では多くの情報が失われてしまったグノーシス宗教の研究というよりは、現代の人類世界にグノーシス宗教を復活させる事を目的としている。
現在人類の多くが信仰している、唯一神を信仰する全ての宗教に対して、それらが誤りではないか、という事を論理的に説明する事を試みている。

## 構成
書籍は七つの部によって構成されている。
- 第一部 概論
- 第二部 人間の心と認識の仕組み
- 第三部 人生とは何か
- 第四部 楽園に向けて
- 第五部 人間社会について
- 第六部 神
- 第七部 グノーシス教徒の活動